# Alison González
Alison Hecnary González Esquivel (* 31. Januar 2002 in Tepic, Nayarit), allgemein bekannt unter ihrem verkürzten Namen Alison González sowie unter dem Spitznamen Aligol – einer Wortkombination, die ihren Vornamen mit ihrer Torgefährlichkeit (die spanische Bezeichnung „gol“ bedeutet Tor) verbindet –, ist eine mexikanische Fußballspielerin, die als Mittelstürmerin agiert.

## Leben
Alison González war bereits seit frühester Kindheit vom Fußball begeistert und sie spielte in ihrer Heimatstadt zunächst für einen Verein namens Club Coritas und anschließend in Jungen- und Männernachwuchsmannschaften des Vereins Coras de Tepic in den beiden obersten Amateurligen des mexikanischen Fußballs.
Ihr erster Verein in der Liga MX Femenil waren die Tigres Femenil, bei denen die sie im gesamten Kalenderjahr 2018 unter Vertrag stand und mit denen sie  sowohl in der Clausura als auch in der Apertura 2018 die Finalspiele um die mexikanische Frauenfußballmeisterschaft erreichte. Beide Finals wurden erst im Elfmeterschießen entschieden und fielen nur im ersten Vergleich gegen den Lokalrivalen Rayadas de Monterrey zu Gunsten der Tigres aus. 
Anfang 2019 wechselte „Aligol“ zu den Atlas Femenil, der Frauenfußballmannschaft von Atlas Guadalajara, bei denen sie die nächsten drei Jahre unter Vertrag stand. In ihrem letzten Jahr bei Atlas feierte sie ihre persönlich größten Erfolge: in der Clausura 2021, der Rückrunde der Saison 2020/21, wurde sie mit 18 Treffern Torschützenkönigin der mexikanischen Frauenfußballliga und am Ende derselben Saison wurde sie zur besten mexikanischen Nachwuchsspielerin gewählt.
Während diesen beiden Auszeichnungen wurde „Aligol“ im März 2021 zur drittbesten Weltfußballerin der Altersklasse „unter 19 Jahren“ gewählt.
Seit Anfang 2022 steht Alison González beim Club América Femenil unter Vertrag und erreichte in der Apertura 2022 die Finalspiele um die mexikanische Frauenfußballmeisterschaft gegen ihren ehemaligen Verein Tigres Femenil. Während „Aligol“ im Finale 2018 mit den Tigres gegen América verlor, musste sie diesmal eine Niederlage mit América gegen die Tigres hinnehmen.
Die Finalniederlage 2022 löste bei einigen Fans von América jedoch insofern Unmut aus, als Alison nach dem Spiel auf ihre Lebensgefährtin Cecilia Santiago wartete, die im Tor der Siegermannschaft stand, und einige ihr deshalb unterstellten, dass sie (zumal als ehemalige Spielerin der Tigres) sich möglicherweise über die Finalniederlage gefreut habe.
Außerdem ist „Aligol“ mexikanische Nationalspielerin.

## Erfolge

### Verein
- Mexikanischer Meister: Clausura 2018

### Persönlich
- Torschützenkönigin der Liga MX Femenil: Clausura 2021
- Beste Nachwuchsspielerin der Liga MX Femenil: 2020/21
- Wahl zur Weltfußballerin des Jahres (unter 19 Jahren): 3. Platz (2021)